# 廃罷訴権
廃罷訴権（はいひそけん、Action Pauliana、仏: Action paulienne）は、ローマ法に由来する詐害的な権利移転に対する損害賠償訴権としての性質を有する権利の概念。民法上の詐害行為の取消しや破産法上の否認権の制度の起源となっている。

## 歴史
Action Paulianaはローマ法に由来する権利でパウルスの訴権（パウルス訴権）ともいう。これを認めた法務官の名がパウルスだったあるいはパウルス先生の書いた法文に書かれていたことからパウルス訴権と名付けられたといわれている。
ユスティニアヌス法典が編纂されたユ帝法時代になると強制執行は個別執行が原則となったが、債務者の全ての財産が売却されてもなお総債権者の債権を満足させ得ないときは、債権者の一人が代表して過去に行われた債権者を害する行為（詐害行為）を取り消すことが認められた。この権利がパウルス訴権でローマ法時代には債務者に詐害意思があったことが絶対条件となっていた（主観主義）。
しかし、中世イタリア法では商業の興隆と信用取引の増大を受け、詐害行為の取消しは債務者の財産悪化という客観的な事実があれば認められるようになった（客観主義）。

## 各国の法制
ローマ法のパウルスの訴権に由来する権利は、とくにフランス法では民法、ドイツ法では特別法、スイス法では破産法で発達した。
各国の民法上の詐害行為の取消しや破産法上の否認権の制度はもとは同一の起源をもっている。
なお、日本ではかつて民法の詐害行為取消権（債権者取消権）に母法のフランス語の直訳をあて「廃罷訴権」とも呼ばれていた。